# サンダーデル

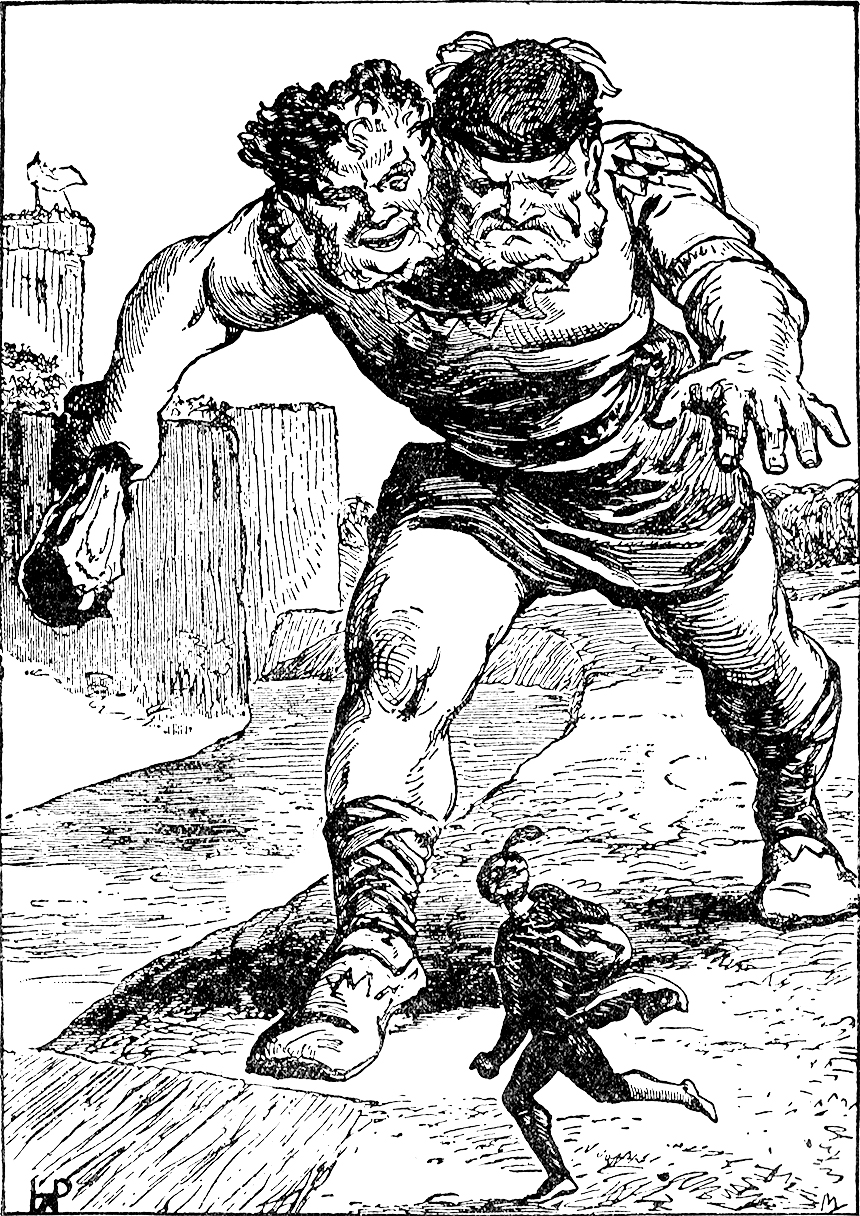
サンダーデル

サンダーデル（英: Thunderdell、ウェールズ語: Taranau）は、コーンウォールの伝説に登場する二つ首の巨人であり、他の記録や物語では、サンダーデル（Thunderdel）、サンダレル（Thundrel）、サンダーデール（Thunderdale）、サンダーボア（Thunderbore）とも記されている。巨人殺しのジャックによって討たれたという。

## 概要
巨人殺しのジャックの物語において、サンダーデルは、ジャックのために準備された宴会に乱入した。この時、巨人は「fee fau fum」と唱えた。ジャックは家の堀と引橋を巧みに利用して二つ首の巨人を打ち倒し、首をはね取ったという。